# باش (مجموعه تلویزیونی)
باش (انگلیسی: Bosch) یک مجموعهٔ تلویزیونی پلیسی آمریکایی به تهیه‌کنندگی آمازون استودیوز و فابریک انترتینمنت است که در آن تیتوس ولیور نقش هری باش، کارآگاه شاغل در اداره پلیس لس آنجلس را بازی می‌کند. این مجموعه توسط اریک اورمایر برای آمازون توسعه داده شد و فصل نخست آن از رمان‌های شهر استخوان‌ها (۲۰۰۲)، اکو پارک (۲۰۰۶)، و بلوند بتونی (۱۹۹۴) اثر مایکل کانلی الهام گرفته است. باش یکی از دو مجموعهٔ درام اولیه (همراه با سپس) بود که در اوایل سال ۲۰۱۴ به‌صورت آنلاین از آمازون پخش شد و پیش از آن که استودیوی آمازون تصمیمی برای سفارش دادن مجموعه بگیرد، بینندگان مجموعه نظرات خود را در مورد آن بیان کردند. هفتمین فصل از این مجموعه که آخرین فصل آن نیز بود، در ۲۵ ژوئن ۲۰۲۱ منتشر شد.
تاکنون ساخت دو دنبالهٔ اشتقاقی از این مجموعه اعلام شده است. باش: میراث، که ولیور آن را «اساساً فصل هشتم باش» خوانده است، در ۶ مهٔ ۲۰۲۲ از آمازون فریوی پخش شد و فصل‌های دوم و سوم آن نیز ساخته شدند و فصل سوم آن در ۲۰ اکتبر ۲۰۲۳ منتشر شد. دنبالهٔ دوم این مجموعه ماجرای کارآگاه رنه بالارد را روایت می‌کند؛ شخصیتی که کانلی او را در رمان ۲۰۱۷ خود با نام نمایش دیرهنگان معرفی کرد.

## فصل اول
فصل اول داستان کارآگاه هری باش (با بازی تیتوس ولیور) از پلیس لس‌آنجلس را روایت می‌کند که در حال بررسی دو پرونده است. پرونده اول مربوط به قتل یک پسر ۱۲ ساله است که استخوان‌های او در تپه‌های هالیوود پیدا شده است. همزمان، باش به دلیل تیراندازی به یک مظنون در حالت دفاع از خود محاکمه می‌شود و با شکایت مدنی همسر مظنون روبروست. باش در جستجوی حقیقت در هر دو پرونده، با رینارد ویتس (با بازی جیسون گدریک) مواجه می‌شود، قاتل سریالی که مدعی است قاتل آن پسر است و علاقه شخصی به باش دارد. باش در تلاش است تا ضمن مقابله با چالش‌های شغلی، گذشته و زندگی شخصی‌اش، عدالت را برای قربانیان برقرار کند.

## فصل دوم
شش ماه پس از وقایع فصل اول، باش از تعلیق کاری خود بازمی‌گردد. او به بررسی قتل یک تهیه‌کننده هالیوودی می‌پردازد که به نظر می‌رسد با مافیا ارتباط دارد. تحقیقات باش او را به لاس وگاس می‌کشاند، جایی که متوجه می‌شود اوضاع برای دختر نوجوانش و همسر سابقش خوب پیش نمی‌رود. تحقیقات باش تقریباً جان خانواده‌اش را به خطر می‌اندازد، چرا که او وارد پرونده دیگری می‌شود که به شبکه‌ای از پلیس‌های فاسد مرتبط است. همچنین، شواهد جدیدی دربارهٔ قتل مادر فقید او که دهه‌ها قبل رخ داده است، پدیدار می‌شود. باش شروع به بررسی شرایط منجر به قتل مادرش می‌کند.

## فصل سوم
شانزده ماه بعد. باش با سرنخ‌های جدیدی که به پرونده قتل مادرش مربوط می‌شود، مواجه می‌شود. فصل با حضور یک نوجوان خیابانی که دیوارنویسی می‌کند و در نزدیکی محل قتل یک سرباز بازنشسته بی‌خانمان به نام بیلی میدوز است، آغاز می‌شود. باش به عنوان مظنون در قتل اخیر اد گان (فردی که روش قتلش مشابه قاتل مادر باش است) شناخته شده و به شدت توسط کارآگاه با تجربه جیمی رابرتسون تعقیب می‌شود.
هم‌زمان، باش نظارت بر یک محاکمه جنایی در جریان را انجام می‌دهد که مربوط به یک غول فیلمسازی قدرتمند هالیوودی است که در بازداشت خانگی قرار دارد. این کارگردان برای امنیت خود از یک کارآگاه بازنشسته با بیش از ۲۰ سال سابقه کار پلیسی استفاده می‌کند که به عنوان یک دشمن مداخله‌گر و قوی برای باش و پلیس لس‌آنجلس ظاهر می‌شود.
زندگی شخصی باش با چالش‌های جدیدی روبرو می‌شود. دختر نوجوانش، مَدی، اکنون با او در لس‌آنجلس زندگی می‌کند. او همچنین با معاون دادستان منطقه وارد یک رابطه عاشقانه شده است. قاتل زنجیره‌ای معروف به قاتل کره‌تاون (KTK) نیز در این فصل معرفی می‌شود.

## بازیگران

### بازیگران اصلی
- تیتوس ولیور در نقش کارآگاه درجه سه هیرونیموس هری باش از اداره پلیس لس‌آنجلس، که یک نیروی ویژه سابق ارتش و یکی از کهنه‌سربازان جنگ خلیج فارس و افغانستان است. او در بخش قتل‌های هالیوود کار می‌کند. باش کارآگاهی هوشیار با احترامی بنیادی برای قوانین و سیاست‌هاست، هرچند کمی نیز غیرمعمول و نافرمان به نظر می‌رسد. پسر تایتوس ولیور، کوئین، در صحنه‌های فلش‌بک نقش هری نوجوان را بازی می‌کند.